# CHEOPS (studievereniging)
CHEOPS, Studievereniging Bouwkunde is de overkoepelende studievereniging van de faculteit bouwkunde aan de Technische Universiteit Eindhoven en vertegenwoordigt alle bouwkundestudenten van de TU/e. CHEOPS maakt deel uit van de Federatie Studieverenigingen Eindhoven. De studievereniging telt anno 2018 ongeveer 1800 leden.

## Oprichting
In de periode voor de oprichting van CHEOPS beschikte de afdeling bouwkunde van de Technische Hogeschool Eindhoven (tegenwoordig de Technische Universiteit Eindhoven) over vier studieverenigingen: studievereniging FAGO, studievereniging KOers, studievereniging uitvoeringstechniek en studievereniging 6B. Een fusie resulteerde uiteindelijk in de oprichting van CHEOPS op 12 december 1985, dat toen de naam Studievereniging Bouwkunde droeg.

## Sectieverenigingen
De koepelvereniging CHEOPS kent verschillende sectieverenigingen die opereren als op zichzelf staande studieverenigingen voor de verschillende afstudeerrichtingen binnen de faculteit bouwkunde van de Technische Universiteit Eindhoven:
| Sectievereniging | Afstudeerrichting                       |
| ---------------- | --------------------------------------- |
| AnArchi          | Architecture                            |
| KOers            | Structural Design                       |
| Mollier          | Building Physics and Systems            |
| of CoUrsE!       | Construction Management and Engineering |
| SerVicE          | Urban Systems and Real Estate           |
| VIA urbanism     | Urban Design and Planning               |

## Activiteiten
De vereniging organiseert activiteiten op ieder van de vakgebieden, waaronder lezingen, studiereizen en excursies, symposia en bedrijfsbezoeken. Daarnaast vervult ze een rol bij het informeren van reeds studerende en aankomende bouwkundestudenten en bedrijven over activiteiten en ontwikkelingen binnen het onderwijs, de faculteit en de vereniging.
CHEOPS geeft een Engelstalig magazine uit, de Chepos. Ieder jaar verschijnen er drie edities van de Chepos waarin actuele thema's binnen de verschillende richtingen in de bouwwereld besproken worden.

### De langste bierkrattenbrug
Studenten van de TU Delft, Eindhoven en Twente waren jarenlang verwikkeld in een strijd om de langste bierkrattenbrug. De CHEOPS-verenigingen voor Konstruktief Ontwerpen en Bouwtechniek, KOers en SUPport, voerden de strijd namens Eindhoven. In 2005 braken ze het record van Twente met een brug van twaalfduizend kratten. Honderd vrijwilligers hielpen om 47 lagen kratjes op te stapelen tot een twaalf meter hoge brug. De zestien meter brede overspanning werd vanuit de zijkanten, kratje voor kratje, overkraagd. In 2012 bouwden ze kettingboogbruggen van 17,30 en 19,55 meter lengte.
KOers en SUPport vierden het zestigjarig bestaan van de TU/e in 2016, met de bouw van een 26,69 meter lange brug over de rivier de Dommel. Het resultaat werd gemeten en goedgekeurd door de Delftse recordhouders. Ook de recordbrug werd ontworpen als een kettingboog. De ruim 7000 kratjes werden zonder lijm of schroef in elkaar geschoven. Om de brug langer dan een uur zelfstandig op de plaats te houden, werden aan weerszijden torens gebouwd. Deze bestonden uit zeven meter hoog gestapelde kratjes, gevuld met flesjes water. De kratjes werden niet geleverd door Dommelsch, maar door Bavaria.
Latere pogingen in Delft (2020, kratjes Heineken) en Twente (2018, 2022, kratjes Grolsch) om het record te overtreffen, mislukten. In 2022 werd in Eindhoven door KOers een poging gedaan om het record op veertig meter te brengen. Het kostte drie weken tijd om de uit 11.652 Heinekenkratjes bestaande brug op te bouwen. Ook deze brug stortte vroegtijdig in.